# Death (groupe de protopunk)
Pour les articles homonymes, voir Death (homonymie).
Pour le groupe de death metal homonyme, voir Death.
Death est un groupe de punk rock américain, formé à Détroit, dans le Michigan, en 1971, par les frères Bobby (basse, chant), David (guitare), et Dannis (batterie) Hackney. Le groupe s'est séparé en 1977, mais s'est reformé en 2009. Ils font partie des groupes considérés comme protopunk.

## Historique

### Fondation
Le trio a commencé comme un groupe de funk mais est passé au rock après avoir vu un concert du groupe The Who. Voir Alice Cooper jouer a également été une source d'inspiration. Le critique musical Peter Margasak a rétrospectivement écrit que David « a poussé le groupe dans une direction hard-rock qui a préfiguré le punk, bien que cela ne les ait pas aidés à trouver une audience dans le milieu des années 70, aujourd'hui cela les apparente à des visionnaires ». Ils sont considérés comme l'un des premiers groupes de punk au monde,,.

### Séparation
Leur carrière est très courte, puisqu'ils sont actifs essentiellement à partir de 1974, et le groupe se sépare en 1977, 

### Reformation
Le groupe  s'est reformé en 2009, lorsque le label Drag City a sorti pour la première fois leur démo des années 1970. En 2012, un documentaire, A Band Called Death leur est consacré.

## Discographie
- 1974 :  For the Whole World to See
- 2015: N.E.W., Tryangle

## Filmographie
- 2012 : A Band Called Death, documentaire réalisé et écrit par Mark Corvino et Jeff Howlett, États-Unis, 93 minutes, couleur.